# 齋亞麻弗菴
闍耶跋摩（Jayavarman，？—1478年），是賓童龍占婆的一位國王，1474年至1478年在位。《明史》作齋亞麻弗菴，《殊域周咨錄》作齊亞麻勿庵，《大越史記全書》作逋持持。
齋亞麻弗菴是槃羅茶全之孫（《殊域周咨錄》稱是其弟）。1474年，安南將軍黎念擒獲占婆國王槃羅茶遂之後，以占婆極南之地封齋亞麻弗菴為國王。齋亞麻弗菴皈依伊斯蘭教，被馬來文獻稱為蘇丹·阿布·阿卜杜拉（Sultan Abu Abdullah）。1478年，遣叔父波羅亞弟、使臣羅四前往明朝請求冊封。明朝派給事中馮義、行人張瑾出使占城冊封他，但在冊封使團到達廣東的時候就聽說他已經去世了。占婆人傳聞稱他請封後就被弟弟古來殺害，安南人隨後授予提婆苔敕書，立提婆苔為占婆王。馮義等人出海時携帶了大量私物準備販賣，並未將這些事件奏報，而是直接將印信授予了提婆苔，得所賂黃金百餘兩，又往滿剌加賣完私貨才歸國。馮義至海洋病死，張瑾上奏此事，並將繳獲的安南敕書上交朝廷。